# Ориенталски танц (филм)
„Ориенталски танц“ (на английски: Oriental Dance) е американски късометражен ням филм от 1894 година на режисьора Уилям Кенеди Диксън с участието на танцьорката и актриса Роза, заснет в студиото Блек Мария при лабораториите на Томас Едисън в Ню Джърси.

## В ролите
- Роза[2]